# NoLimits
NoLimits RollerCoaster Simulation es un simulador de montañas rusas disponible para Windows y Mac OS X desarrollado por un grupo de programadores alemanes.
Su primer lanzamiento fue en noviembre de 2001. El programa está separado en diferentes partes: NoLimits Editor para construcción y edición de montañas rusas, NoLimits Simulator donde se prueban las montañas rusas con el máximo realismo posible, y una tercera aplicación llamada NoLimits Terraformer para editar terreno.
Editor: el editor de montañas rusas está basado en curvas de béizer permitiendo crear una cantidad ilimitada de diseños basado en una interfaz CAD. También tiene objetos de decoración como árboles, soportes y varios diseños de montañas rusas reales y la opción de personalizar los trenes y raíles.
Simulador: Acelerado con OpenGL, ofrece una vista en 3D de las montañas rusas, ya sea como un pasajero donde se puede cambiar a cualquier asiento del tren, o cualquier otro tipo de vista exterior. Hay la posibilidad de situar la cámara en cualquier punto. En la parte superior se pueden ver datos actuales como la fuerza G lateral, vertical o de aceleración, velocidad del tren, o frames por segundo (fps), todos ellos igual que en la realidad.
Terraformer: permite crear el paisaje detallado de alrededor de la montaña rusa, cambiar texturas, añadir árboles, etc. Algunos diseñadores han creado terrenos con algunos objetos como túneles, edificios y más. Esta aplicación fue creada por Gravimetric Studios para añadirse al pack del programa.

## Uso industrial
Según el sitio web oficial del simulador, el software ha sido utilizado para parques de atracciones, mostrando nuevas montañas rusas para los parques y los posibles clientes. Para ello se utiliza una versión del software llamado NoLimits Pro, que sólo está disponible para las empresas.

## Versiones
Su última versión es la 2.2.0.3